# Rune Persson (målare)
John Abraham Rune Persson, född 15 mars 1910 i Bollnäs, Gävleborgs län, död där 17 mars 1969, var en svensk målare.
Rune Persson var son till Anders Persson och Kristina Holstén samt från 1937 gift med Valborg Johansson. Han var huvudsakligen autodidakt med undantag av sporadiska studier vid Signe Barths målarskola i Stockholm. Separat ställde han på De ungas salong och Modern konst i hemmiljö i Stockholm samt i Uddevalla och Hudiksvall. Han var representerad på Nyårssalongen i Helsingborg 1950 och medverkade i vandringsutställningar och fasta utställningar i Gävle arrangerade av Gävleborgs konstförening. Hans konst består av stilleben och landskapsskildringar utförda i olja. Persson är representerad vid Gävle museum.